# Johann von Faltzburg
Johann von Faltzburg, född 13 oktober 1609 i Kempten i Schwaben, död 2 januari 1681 i Stettin, var en svensk diplomat och pommerskt regeringsråd av tysk härstamning. Han var far till Axel von Faltzburg och Gustav von Faltzburg.

## Biografi
Johan von Faltzburg var son till rektorn i Kempten Jodocus Faltz, som dog då Johan von Faltzburg var 14 år. Han genomgick skolan i Kempten och kallades därefter 1630 av sin släkting Philip Sadler von Salneck till Pommern där han fick en tjänst som kanslist i det svenska fältkansliet. Redan senare samma år blev han sekreterare där. Vid sachsarnas flykt under slaget vid Breitenfeld kom fältarkivet i fara att falla i fiendens händer, men Johann von Faltzburg lyckades rädda det. Efter slaget vid Nördlingen sändes han med arkivet till Strassburg. Efter detta blev han referendarie och följde Axel Oxenstierna under dennes resa till Paris samma år. 1636 blev Johann von Faltzburg sekreterare hos legaten Sten Svantesson Bielke i Pommern men innehade samtidigt uppdrag för Axel Oxenstierna. 
Sedan Pommern 1648 blivit del av Sverige belönades Johan von Faltzburg med svenskt adelskap och blev 1649 ekonomiråd och överinspektör över Wollin samt blev 1657 regeringsråd. Under belägringen av Stettin 1659 hade han ett tungt arbete. 1660 sändes Johann von Faltzburg till Berlin att förhandla om de brandenburgska truppernas utrymmande av Pommern. 1664 blev han kanonikus vid domkapitlet i Kammin från samma år fick han sin son Johann Philipp von Faltzburg som ställföreträdare. Han kvarstannade 1675 i Stettin under dess belägring och ledde arbetet där, men insjuknade kort därefter.